# Hufeland-Preis
Der Hufeland-Preis ist ein deutscher Medizinpreis, der seit 1960 jährlich an Wissenschaftler auf dem Gebiet der Präventivmedizin – seit 2012 auch auf dem Gebiet der präventionsbezogenen Versorgungsforschung – verliehen wird. Er ist nach dem deutschen Arzt Christoph Wilhelm Hufeland (1762–1836) benannt.

## Die Stifter
Der Preis wird von der Deutschen Ärzteversicherung gestiftet und ist mit 20.000 Euro dotiert (Stand 2018). Über die Preisvergabe entscheidet nach einem Ausschreibungsverfahren ein Kuratorium aus Bundesärztekammer, Bundeszahnärztekammer, Bundesvereinigung für Gesundheit e. V., der Deutschen Ärzteversicherung und dem Kuratoriumsvorsitzenden.

## Der Vergabe-Modus
Der Hufeland-Preis kann auch zwei eingereichten Arbeiten, die als gleichwertig anerkannt worden sind, je zur Hälfte zugesprochen werden. Teilnahmeberechtigt sind Ärzte und Zahnärzte, die im Besitz einer deutschen Approbation sind. Gemeinschaftsarbeiten mit maximal zwei Co-Autoren sind möglich, wenn diese über ein abgeschlossenes wissenschaftliches Studium verfügen.
Ein weiterer Medizinpreis wird von der Hufelandgesellschaft vergeben: der Hufeland-Forschungspreis für komplementärmedizinische Forschungsarbeiten.

## Preisträger
- 1960 Gisela Eberlein, Leverkusen
- 1961 Hanns-Dieter Spiecker, Trier
- 1962 Fritz Adam, Mainz
- 1963 Wildor Hollmann, Köln
- 1964 Harald Schwarz, Heessen/Westf.
- 1965 Georg Wilhelm Löhr, Marburg/Lahn; Hans Dierck Waller, Tübingen
- 1966 Heinrich Maass, Hamburg; Hans Sachs, Hamburg
- 1967 Wolfram Aust, Marburg/Lahn
- 1968 nicht verliehen
- 1969 Kurt Biener, Zürich; Manfred Eggstein, Tübingen; Wolfgang Knodel, Tübingen
- 1970 Gerd Höfling, Wülfrath; Dietrich Schmähl, Heidelberg; Hans Osswald, Heidelberg
- 1971 nicht verliehen
- 1972 Jürgen Krämer, Neuss
- 1973 Rustan R. Brock, Frankfurt/M.
- 1974 Siegfried Heyden, St. Gallen; Günther Wolff, Mannheim
- 1975 Ursel Theile, Mainz
- 1976 Kurt Biener, Zürich
- 1977 Klaus Harzer, Tübingen; Eberhard Passarge, Essen; Hugo W. Rüdiger, Hamburg
- 1978 Ulrich Laaser, Köln; Frank Majewski, Düsseldorf
- 1979 Holger Altenkirch, Berlin
- 1980 Wolfgang Krüger, Göttingen
- 1981 Ingomar-Werner Franz, Berlin
- 1982 Peter Heidemann, Göttingen
- 1983 Wolfgang Steiner, Erlangen; Jürgen Freiherr von Troschke, Freiburg i. Br.
- 1984 nicht verliehen
- 1985 Hans-Joachim Radü, Lünen
- 1986 Thomas Dette, Bonn
- 1987 Wolfgang Motz, Düsseldorf; Walter Samsel, Wremen
- 1988 Peter C. Clemens, Hamburg
- 1989 Hans-Werner Hense, Neuherberg; Ulrich Keil, Bochum
- 1990 Hildegard Dohle, Köln
- 1991 Volker Pelzer, Düsseldorf; Bernd Jansen, Köln
- 1992 Siegward D. Heintze, Berlin
- 1993 Stephan Becher, Düsseldorf; Claudia Schwenzer, Düsseldorf
- 1994 Waltraut Friedl, Bonn; Reiner Caspari, Bonn
- 1995 Dieter Horstkotte, Berlin; Bernt-Peter Robra, Magdeburg
- 1996 Waldemar Hort und Hedwig Hort, beide Düsseldorf
- 1997 Manfred James Müller, Kiel; Inga Körtzinger, Kiel; Mareike Mast, Kiel
- 1998 Hartmut P. H. Neumann, Freiburg
- 1999 Anette Lorani, Aachen; Annette Queißer-Luft, Mainz
- 2000 Magnus von Knebel Doeberitz, Heidelberg; Rüdiger Kläs, Heidelberg
- 2001 Christiana Mira Schannwell, Düsseldorf; Matthias Sitzer, Frankfurt
- 2002 Eckhard Schönau, Köln; Christina Maria Neu, Köln; Frank Thomas Rauch, Montreal/Kanada
- 2003 Markus M. Hess, Hamburg; Thomas Wiesner, Hamburg
- 2004 Nicola Ihme, Aachen; Rüdiger von Kries, München; Fritz Uwe Niethard, Aachen
- 2005 Stefan Zimmer, Düsseldorf
- 2006 nicht verliehen
- 2007 Swen Malte John, Osnabrück
- 2008 Volker Adams, Leipzig, Claudia Walther, Leipzig
- 2009 Iris F. Chaberny, Hannover
- 2010 Klaus Pieper, Marburg; Martina Krutisch; Anahita Jablonski-Momeni
- 2011 Hedwig Roggendorf
- 2012 Reinhard Ketelhut und Kerstin Ketelhut
- 2013 Wolfgang Hoffmann, Marco Franze und Annika Gottschling-Lang
- 2014 Jürgen M. Steinacker
- 2015 nicht verliehen
- 2016 Wolfgang Hoffmann, Bernhard Michalowsky und René Thyrian
- 2017 Konrad Schmidt und Jochen Gensichen; Detlef Bernd Gysan, Birna Bjarnason-Wehrens und Hans-Georg Predel
- 2018 Eckhard Breitbart, Nadja Seidel und Friederike Stölzel
- 2019 Gwendolyn Gramer und Georg F. Hoffmann
- 2020 Hans Förstl, Horst Bickel und Othmar Gotzler
- 2021 Ulrike Mütze und Stefan Kölker
- 2022 Walter Heindel und Stefanie Weigel
- 2023 Michael Schultheis, Katharina Hennig und Marcus Heise; Martin Halle, Kirsten Anding-Rost, Gero von Gersdorff und Gabriele Ihorst